# Бэттери-Парк-сити
Бэ́ттери-Парк-си́ти (англ. Battery Park City) — квартал в Нижнем Манхэттене площадью 0,37 км². Участок, на котором застроен квартал, появился в результате освоения берега реки Гудзон. В ходе освоения было использовано 917 000 м³ грунтовой породы, вынутой в ходе застройки Нижнего Манхэттена крупными объектами, в том числе в результате возведения комплекса Всемирного торгового центра. Кроме того, в этих целях использовался песок со Статен-Айленда. Квартал назван по прилегающему к нему Бэттери-парку.
Бэттери-Парк-сити управляется корпорацией по обеспечению общественных интересов BPCA (англ.), созданной властями штата Нью-Йорк и управляемой строительной корпорацией Empire State Development Corporation (англ.). Корпорация BPCA управляется тремя членами правления, назначаемыми губернатором штата на ограниченный срок. Корпорация имеет право на сбор арендной платы и налогов, на принятие дотаций и взносов, а также на выпуск доходных облигаций. Ежегодный доход, получаемый корпорацией, превышает $200 миллионов.
В 2000 году численность населения района составляла 7 366 человек. К 2010 году она выросла до 10 626 человек. В районе в основном проживают жители с высоким достатком: среднегодовой уровень дохода в 2009 году составлял $140 216.

## География
На востоке Бэттери-Парк-сити ограничивается улицей Вест-стрит, которая отделяет его от Финансового квартала. С севера, запада и юга район омывается рекой Гудзон. Район условно делится на пять участков. На самом северном участке расположены многоэтажные жилые здания, отель, средняя школа имени Стайвесанта (англ.), кинотеатр и филиал Нью-Йоркской публичной библиотеки. На этом участке по адресу Вест-стрит, 200 расположен новый головной офис Goldman Sachs. У основания улицы Визи-стрит напротив Нью-Йоркской товарной биржи расположен паромный терминал (англ.).
Южнее, напротив комплекса Всемирного торгового центра, расположен Всемирный финансовый центр. В нём располагаются офисы таких компаний, как American Express, Dow Jones & Company, Merrill Lynch, Nomura Holdings и Deloitte & Touche. На первых и частично на вторых этажах зданий финансового центра располагаются торговые центры. В этом же районе расположен десятиэтажный зимний сад Winter Garden Atrium (англ.), серьёзно повреждённый в результате атак 11 сентября. За финансовым центром расположена яхтенная бухта.
К югу от финансового центра расположены основные жилые площади Бэттери-Парк-сити. Они делятся на три секции: многоэтажный комплекс «Гейтвей-Плаза» (Gateway Plaza), «жилой район Ректор-Плейс» (Rector Place Residential Neighborhood) и «жилой район Бэттери-Плейс» (Battery Place Residential Neighborhood). Кроме жилых строений в этих секциях располагается парк и несколько супермаркетов, ресторанов и кинотеатров.

## История
В XIX и начале XX веков район, на котором ныне располагается Бэттери-Парк-сити, граничил с греческим кварталом. Одной из достопримечательностей этого квартала была церковь Святого Николая, разрушенная 11 сентября 2001 года. К концу 1950-х годов морской контейнерный транзит стал осуществляться через порт Ньюарка-Элизабет (англ.), а портовая зона Нижнего Манхэттена пришла в запустение. В начале 1960-х ряд компаний вместе с мэром выдвинули предложение по освоению этой зоны. Губернатор Нельсон Рокфеллер поддержал предложение при условии, что освоение будет проводиться в рамках независимого проекта. К 1966 году по этому вопросу был достигнут компромисс, и Рокфеллер объявил о начале работ по строительству Бэттери-Парк-сити. Архитектором проекта выступил Уоллес Харрисон (англ.), ландшафтным дизайнером — Пол Фридберг (англ.).

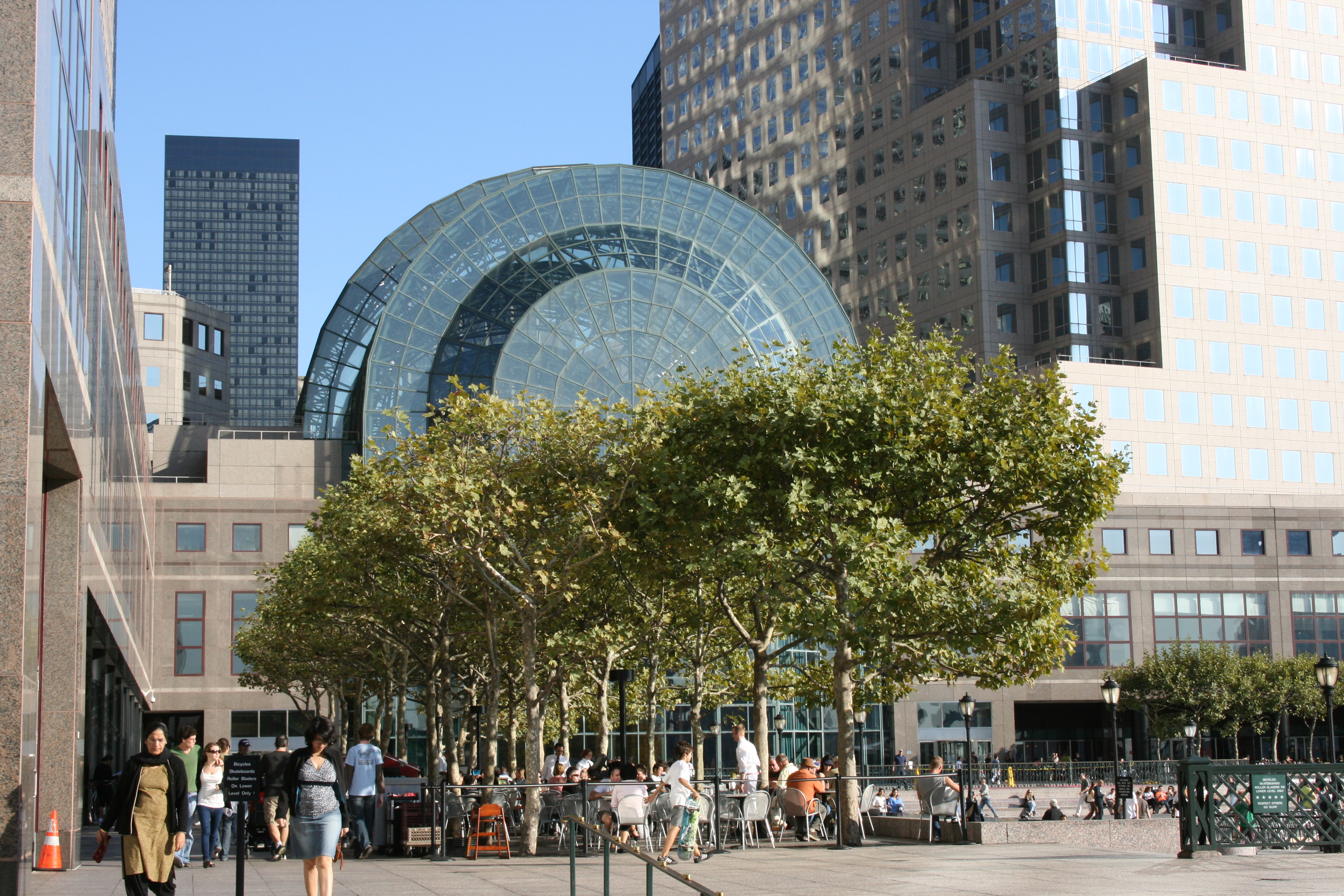
Вид с гавани на зимний сад

В 1968 году была создана корпорация BPCA, в задачи которой входил контроль за проектом. Кроме неё этим занималась Empire State Development Corporation и ещё десять общественных организаций. В 1969 году BPCA представила генеральный план проекта. В 1972 году на финансирование строительства ею было выпущено облигаций на $200 миллионов. Основным материалом насыпи стал грунт, вырытый при строительстве ВТЦ. Для его закрепления использовались ячеистые кофердамы. К 1976 году грунтовые работы были завершены. В результате образовался участок шириной 210 и длиной 452 метра. В 1977 году в связи с финансовыми проблемами строительство было заморожено на два года. В 1979 году право на выполнение работ полностью перешло от города к BPCA. Компания внесла изменения в генеральный план, привнеся идеи нового урбанизма. В 2010 году генеральный план Бэттери-Парк-сити был удостоен премии Института городского развития (англ.).
В конце 1970-х — начале 1980-х компания Creative Time (англ.) проводила на насыпи скульптурные выставки. 23 сентября 1979 года на насыпи прошёл массовый протест против ядерной энергетики. В акции участвовало до 200 000 человек.
Первое жилое строение было возведено в 1980 году. В 1981 году было заложено строительство Мирового финансового центра. Строительство велось канадской компанией Olympia and York (англ.). К 1985 году оно было завершено.
Атаки 11 сентября нанесли некоторым зданиям заметный ущерб. Их обитатели были эвакуированы и начали возвращаться домой лишь на десятый день. Некоторые подвергшиеся разрушению части района были обозначены как места совершения преступления. В связи с этим их жители долгое время не имели возможности вернуться домой. Впоследствии от горожан поступило несколько обращений по поводу ограблений квартир в их отсутствие. Ещё одним негативным последствием терактов стал токсичный дым от пожаров, утихших лишь в январе 2002 года. В результате разрушения комплекса ВТЦ были серьёзно повреждены здание Гейтвей-плаза, 600 и зимний сад.
Ниже представлена динамика постройки зданий в районе по типам по десятилетиям.
Легенда:
|  | жилые строения             |
|  | офисные здания             |
|  | многофункциональные здания |